# Vanhoeffenura eltaniae
Vanhoeffenura eltaniae là một loài chân đều trong họ Munnopsidae. Loài này được George & Menzies miêu tả khoa học năm 1968.